# Aire d'attraction de Friville-Escarbotin
L'aire d'attraction de Friville-Escarbotin est un zonage d'étude défini par l'Insee pour caractériser l’influence de la commune de Friville-Escarbotin sur les communes environnantes. Publiée en octobre 2020, elle se substitue à l'aire urbaine de Friville-Escarbotin, qui comportait 4 communes dans le zonage de 2010.

### Carte

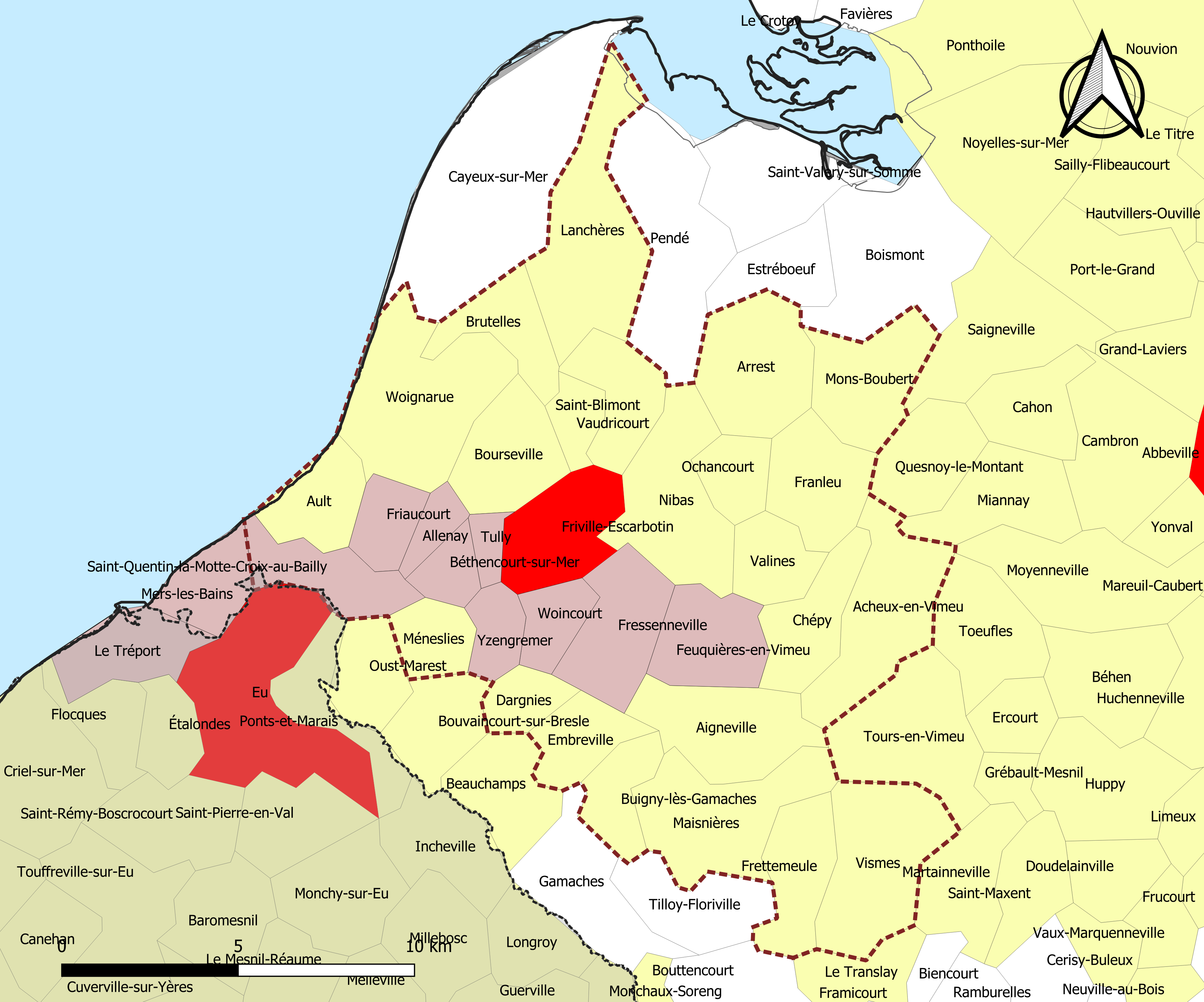
Carte de l'aire d'attraction de Friville-Escarbotin.
Commune-centre
Commune du pôle principal
Commune de la couronne

## Définition
L'aire d'attraction d'une ville est composée d’un pôle, défini à partir de critères de population et d’emploi ainsi que d’une couronne constituée des communes dont au moins 15 % des actifs travaillent dans le pôle. Le pôle d’attraction constitue ainsi un point de convergence des déplacements domicile-travail,.

## Géographie
L’aire d'attraction de Friville-Escarbotin est une aire intra-départementale qui comporte 33 communes dans la Somme. 

### Composition communale
| Nom                                    | Code Insee | Département | Statut                    | Superficie (km2) | Population (dernière pop. légale) | Densité (hab./km2) | Modifier                                    |
| -------------------------------------- | ---------- | ----------- | ------------------------- | ---------------- | --------------------------------- | ------------------ | ------------------------------------------- |
| Friville-Escarbotin (commune-centre)   | 80368      | Somme       | commune-centre            | 8,86             | 4 394 (2022)                      | 496                | modifier les données · modifier les données |
| Allenay                                | 80018      | Somme       | commune du pôle principal | 2,18             | 252 (2022)                        | 116                | modifier les données · modifier les données |
| Béthencourt-sur-Mer                    | 80096      | Somme       | commune du pôle principal | 2,95             | 897 (2022)                        | 304                | modifier les données · modifier les données |
| Feuquières-en-Vimeu                    | 80308      | Somme       | commune du pôle principal | 7,99             | 2 432 (2022)                      | 304                | modifier les données · modifier les données |
| Fressenneville                         | 80360      | Somme       | commune du pôle principal | 8,66             | 2 086 (2022)                      | 241                | modifier les données · modifier les données |
| Friaucourt                             | 80364      | Somme       | commune du pôle principal | 4,16             | 692 (2022)                        | 166                | modifier les données · modifier les données |
| Saint-Quentin-la-Motte-Croix-au-Bailly | 80714      | Somme       | commune du pôle principal | 6,91             | 1 265 (2022)                      | 183                | modifier les données · modifier les données |
| Tully                                  | 80770      | Somme       | commune du pôle principal | 1,88             | 544 (2022)                        | 289                | modifier les données · modifier les données |
| Woincourt                              | 80827      | Somme       | commune du pôle principal | 4,18             | 1 276 (2022)                      | 305                | modifier les données · modifier les données |
| Yzengremer                             | 80834      | Somme       | commune du pôle principal | 3,40             | 509 (2022)                        | 150                | modifier les données · modifier les données |
| Acheux-en-Vimeu                        | 80004      | Somme       | commune de la couronne    | 12,33            | 498 (2022)                        | 40                 | modifier les données · modifier les données |
| Aigneville                             | 80008      | Somme       | commune de la couronne    | 10,76            | 904 (2022)                        | 84                 | modifier les données · modifier les données |
| Arrest                                 | 80029      | Somme       | commune de la couronne    | 11,15            | 825 (2022)                        | 74                 | modifier les données · modifier les données |
| Ault                                   | 80039      | Somme       | commune de la couronne    | 5,99             | 1 369 (2022)                      | 229                | modifier les données · modifier les données |
| Bourseville                            | 80124      | Somme       | commune de la couronne    | 8,07             | 715 (2022)                        | 89                 | modifier les données · modifier les données |
| Brutelles                              | 80146      | Somme       | commune de la couronne    | 6,29             | 199 (2022)                        | 32                 | modifier les données · modifier les données |
| Buigny-lès-Gamaches                    | 80148      | Somme       | commune de la couronne    | 4,77             | 392 (2022)                        | 82                 | modifier les données · modifier les données |
| Chépy                                  | 80190      | Somme       | commune de la couronne    | 7,35             | 1 212 (2022)                      | 165                | modifier les données · modifier les données |
| Dargnies                               | 80235      | Somme       | commune de la couronne    | 3,67             | 1 150 (2022)                      | 313                | modifier les données · modifier les données |
| Embreville                             | 80265      | Somme       | commune de la couronne    | 5,33             | 561 (2022)                        | 105                | modifier les données · modifier les données |
| Franleu                                | 80345      | Somme       | commune de la couronne    | 8,43             | 507 (2022)                        | 60                 | modifier les données · modifier les données |
| Frettemeule                            | 80362      | Somme       | commune de la couronne    | 7,45             | 297 (2022)                        | 40                 | modifier les données · modifier les données |
| Lanchères                              | 80464      | Somme       | commune de la couronne    | 16,39            | 889 (2022)                        | 54                 | modifier les données · modifier les données |
| Maisnières                             | 80500      | Somme       | commune de la couronne    | 12,73            | 477 (2022)                        | 37                 | modifier les données · modifier les données |
| Méneslies                              | 80527      | Somme       | commune de la couronne    | 4,04             | 303 (2022)                        | 75                 | modifier les données · modifier les données |
| Mons-Boubert                           | 80556      | Somme       | commune de la couronne    | 9,53             | 578 (2022)                        | 61                 | modifier les données · modifier les données |
| Nibas                                  | 80597      | Somme       | commune de la couronne    | 12,65            | 828 (2022)                        | 65                 | modifier les données · modifier les données |
| Ochancourt                             | 80603      | Somme       | commune de la couronne    | 3,95             | 320 (2022)                        | 81                 | modifier les données · modifier les données |
| Saint-Blimont                          | 80700      | Somme       | commune de la couronne    | 6,63             | 884 (2022)                        | 133                | modifier les données · modifier les données |
| Valines                                | 80775      | Somme       | commune de la couronne    | 5,25             | 638 (2022)                        | 122                | modifier les données · modifier les données |
| Vaudricourt                            | 80780      | Somme       | commune de la couronne    | 2,98             | 415 (2022)                        | 139                | modifier les données · modifier les données |
| Vismes                                 | 80809      | Somme       | commune de la couronne    | 13,26            | 473 (2022)                        | 36                 | modifier les données · modifier les données |
| Woignarue                              | 80826      | Somme       | commune de la couronne    | 16,51            | 751 (2022)                        | 45                 | modifier les données · modifier les données |

## Démographie
Cette aire est catégorisée dans les aires de moins de 50 000 habitants, une catégorie qui regroupe 12,2 % de la population au niveau national,.